# Rated R: Remixed
Rated R: Remixed —estilizado como Rated R /// Remixed— es el segundo álbum de remezclas de la cantante barbadense Rihanna, publicado el 8 de mayo de 2010 en la mayoría de los países como descarga digital y el 25 del mismo mes en CD, por la compañía discográfica Def Jam Recordings. El disco contiene remezclas de su cuarto álbum de estudio Rated R (2009), creadas por el productor y DJ neoyorquino Chew Fu. La mayoría de ellas fueron remasterizadas para darle un aspecto más house y dance, e incorporan el uso de sintetizadores electro como parte de su instrumentación.
El álbum solo obtuvo una reseña por parte de Jean Goon, de MSN Entertainment. El periodista elogió a Fu por cambiar algunas de las canciones más sombrías y downtempo del álbum original en temas dance más animados, pero criticó el uso reiterado del sonido electro en las pistas, lo que según él no necesitaban la mayoría de ellas. Además, creyó que no complementaban la voz de Rihanna y que en general no había nada excepcional en el álbum. Desde el punto de vista comercial, ocupó la cuarta posición en la lista oficial de Grecia y la sexta en el conteo estadounidense Dance/Electronic Albums; en este último país también llegó a las posiciones 33 y 158 en Top R&B/Hip-Hop Albums y Billboard 200, respectivamente. Para julio de 2010, había vendido 13 000 copias en Estados Unidos según Nielsen SoundScan.

## Antecedentes y publicación

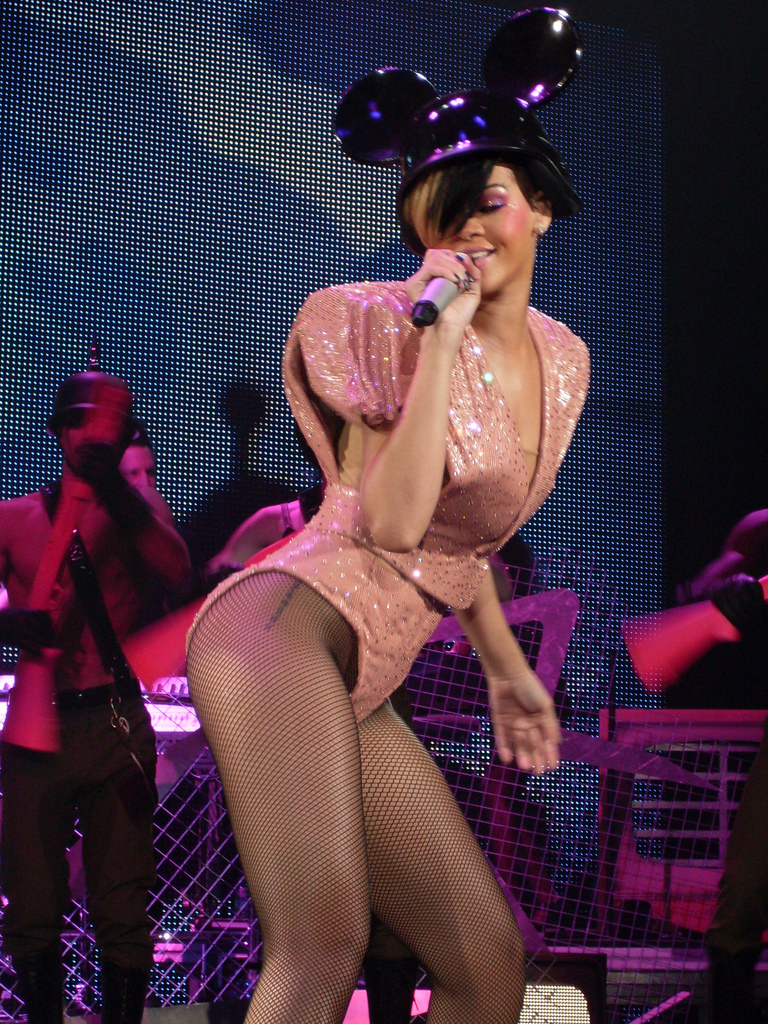
Rihanna interpretando «Hard» en la gira Last Girl on Earth Tour (2010-11). La canción fue incluida como la séptima pista de Rated R: Remixed

Tras el lanzamiento y suceso del cuarto álbum de estudio de Rihanna, Rated R (2009), junto con los sencillos «Russian Roulette», «Hard» y «Rude Boy», la compañía discográfica Def Jam Recordings confirmó el 29 de abril de 2010 que publicarían su segundo álbum de remezclas titulado Rated R: Remixed, luego de Good Girl Gone Bad: The Remixes, puesto a la venta en enero de 2009. El proyecto fue dedicado a los admiradores de la cantante y para concretar así el lapso mientras se encontraba en la gira The Last Girl On Earth Tour (2010-11) y su quinto disco, Loud, aún no salía a la venta. El productor, remixer y DJ neoyorquino Chew Fu, conocido por haber trabajado con otros artistas como Lady Gaga, Alicia Keys, Mariah Carey y Usher, entre otros, se encargó de regrabar y remezclar los temas del disco; aunque Rated R consta de trece canciones, el álbum contiene solo diez de ellas: «Cold Case Love», «The Last Song» y «Te amo» no formaron parte de las remezclas, y por lo tanto, del disco.
Def Jam Recording publicó Rated R: Remixed en dos versiones: en disco compacto y descarga digital. El 21 de mayo de 2010, se puso a la venta en CD por primera vez en Grecia, mientras que en países como Alemania, Canadá, los Estados Unidos y el Reino Unido, se lanzó al mercado cuatro días después, el 25; en España, por su parte, fue publicado el 1 de junio de ese año. El 8 de mayo de 2010, el disco estuvo disponible como descarga digital a través de iTunes. Así pasó en algunas naciones como Argentina, Brasil, España, Francia y Japón, mientras que en Canadá, Estados Unidos y México, desde el 25 de mayo, mismo día en que también se lanzó como CD en la mayor parte del mundo.

## Composición y recepción
Las pistas de Rated R se componen en el género house, con influencias del dance. «Russian Roulette», «Photographs», «Rude Boy» y «Stupid in Love» cuentan con ritmos de electro sintetizados e intensos. «Wait Your Turn», originalmente una pista dubstep y hip hop, fue remasterizada a una canción house, y «Stupid in Love», que era en Rated R una power ballad de pop y R&B, también fue cambiada a un tema house de ritmo rápido. Jean Goon, de MSN Entertainment, le otorgó una calificación de dos estrellas y media de cinco; el autor elogió cómo Fu cambió algunas de las canciones más sombrías y downtempo para incorporar «toques pegadizos y animados» en las remezclas. Para «Photographs», definió al remix como «estupendo» y notó que complementa realmente la voz de Rihanna, mientras que describió a «Stupid in Love» como lo suficientemente elegante para ser tocada en un boutique moderno o en un café.
Sin embargo, Goon no quedó conforme con la producción de «Russian Roulette», pues creyó que Fu parecía haberse ido un poco con la remezcla y lo criticó por aplicar ritmos de electro a cada canción, lo que según él no todas necesitaban ese tipo de música; calificó al tema como un «desastre para escuchar». Con respecto a «Rude Boy», un número dance de ritmo rápido con influencias del raggamuffin, dancehall, el pop y el R&B, el periodista señaló que la producción era un intento de probar y «superar a la original upbeat». En general, Goon indicó que mientras algunas remezclas son bastante agradables, la mayoría de las pistas se distorsionan de una forma tan pesada, con ritmos de electro sintetizados, que parece que compiten por nuestra atención en lugar de complementar la voz de Rihanna. Concluyó su reseña diciendo que no hay nada excepcional sobre el álbum y que Rated R: Remixed solo nos hace amar aún más al álbum original.

## Recepción comercial
Rated R: Remixed solo se posicionó en tres listas musicales de los Estados Unidos, y en la oficial de Grecia. En este último país ingresó en el undécimo puesto el 17 de mayo de 2010 y llegó al cuarto la edición siguiente; permaneció en total dos semanas. En el conteo estadounidense Billboard 200 ocupó la posición 158 y solo estuvo una semana, y en la lista Dance/Electronic Albums debutó y alcanzó el sexto lugar el 12 de junio y pasó doce ediciones en total. Finalmente, en Top R&B/Hip-Hop Albums ocupó el número 33 y estuvo un total de catorce semanas. Para julio de 2010, el álbum había vendido 13 000 copias en Estados Unidos según Nielsen SoundScan.

## Lista de canciones
| Rated R /// Remixed |                                                   |                                                                                              |                                           |          |  |
| N.º                 | Título                                            | Escritor(es)                                                                                 | Productor(es)                             | Duración |  |
| 1.                  | «Mad House» (Chew Fu Straight Jacket Fix)         | Makeba Riddick Will Kennard Saul Milton Robyn Fenty                                          | Chase & Status Riddick* Chew Fu ^         | 2:12     |  |
| 2.                  | «Russian Roulette» (Chew Fu Black Russian Fix)    | Shaffer Smith Charles Harmon                                                                 | Chuck Harmony Ne-Yo + Riddick* Chew Fu^   | 5:55     |  |
| 3.                  | «Rockstar 101» (Chew Fu Teachers Pet Fix)         | Terius «The-Dream» Nash C. «Tricky» Stewart Fenty                                            | Stewart Nash Riddick* Chew Fu^            | 4:27     |  |
| 4.                  | «Wait Your Turn» (Chew Fu Can't Wait No More Fix) | James Fauntleroy II Mikkel S. Eriksen Tor Erik Hermansen Kennard Milton Takura Tendayi Fenty | StarGate Chase & Status Eriksen* Chew Fu^ | 5:09     |  |
| 5.                  | «Photographs» (con will.i.am) (Chew Fu 35mm Fix)  | William Adams Jean Baptiste Michael McHenry Allan Pineda                                     | will.i.am Free School~ Chew Fu^           | 5:59     |  |
| 6.                  | «Rude Boy» (Chew Fu Vitamin S Fix)                | Eriksen Hermansen Ester Dean Riddick Rob Swire Fenty                                         | StarGate Swire Riddick* Chew Fu^          | 5:41     |  |
| 7.                  | «Hard» (con Jeezy) (Chew Fu Granite Fix)          | Nash Stewart Fenty Jay Jenkins                                                               | Stewart Nash Riddick* Chew Fu^            | 5:28     |  |
| 8.                  | «G4L» (Chew Fu Guns in the Air Fix)               | Kennard Milton Fauntleroy II Fenty                                                           | Chase & Status, Riddick*, Chew Fu^        | 5:26     |  |
| 9.                  | «Fire Bomb» (Chew Fu Molotov Fix)                 | Fauntleroy II Brian Kennedy Seals Fenty                                                      | Brian Kennedy                             | 6:58     |  |
| 10.                 | «Stupid in Love» (Chew Small Room Fix)            | Smith Eriksen Hermansen                                                                      | StarGate Ne-Yo+ Riddick* Chew Fu^         | 5:32     |  |

Notas
- (*) denota productor vocal.
- (^) denota remixer
- (+) denota coproductor.
- (~) denota productor adicional.

## Posicionamiento en listas
| País (Lista 2010)                        | Mejor posición |
| ---------------------------------------- | -------------- |
| Estados Unidos (Billboard 200)           | 158            |
| Estados Unidos (Dance/Electronic Albums) | 6              |
| Estados Unidos (Top R&B/Hip-Hop Albums)  | 33             |
| Grecia (Greek Albums Chart)              | 4              |

## Historial de lanzamientos
| País           | Fecha              | Formato          | Discográfica       | Ref.             |
| -------------- | ------------------ | ---------------- | ------------------ | ---------------- |
| Grecia         | 21 de mayo de 2010 | CD               | Def Jam Recordings | [ 8 ]            |
| Alemania       | 25 de mayo de 2010 | CD               | Def Jam Recordings | [ 9 ] [ nota 2 ] |
| Canadá         | 25 de mayo de 2010 | CD               | Def Jam Recordings | [ 10 ]           |
| Estados Unidos | 25 de mayo de 2010 | CD               | Def Jam Recordings | [ 11 ] [ 36 ]    |
| Reino Unido    | 25 de mayo de 2010 | CD               | Def Jam Recordings | [ 12 ]           |
| España         | 1 de junio de 2010 | CD               | Def Jam Recordings | [ 13 ]           |
| Argentina      | 8 de mayo de 2010  | Descarga digital | Def Jam Recordings | [ 14 ]           |
| Australia      | 8 de mayo de 2010  | Descarga digital | Def Jam Recordings | [ 38 ]           |
| Brasil         | 8 de mayo de 2010  | Descarga digital | Def Jam Recordings | [ 15 ]           |
| España         | 8 de mayo de 2010  | Descarga digital | Def Jam Recordings | [ 16 ]           |
| Francia        | 8 de mayo de 2010  | Descarga digital | Def Jam Recordings | [ 17 ]           |
| Japón          | 8 de mayo de 2010  | Descarga digital | Def Jam Recordings | [ 18 ]           |
| Canadá         | 25 de mayo de 2010 | Descarga digital | Def Jam Recordings | [ 19 ]           |
| Estados Unidos | 25 de mayo de 2010 | Descarga digital | Def Jam Recordings | [ 20 ]           |
| México         | 25 de mayo de 2010 | Descarga digital | Def Jam Recordings | [ 21 ]           |

## Créditos y personal
- William Adams: composición
- Mykael Alexander: asistente
- J. Baptiste: composición
- Beardyman: voz
- Jessie Bonds: guitarra
- Jay Brown: A&R
- Bobby Campbell: asistente
- Chase & Status: producción y músico
- Chew Fu: programación, producción de remezclas y remezclas
- James J. Cooper III: violonchelo y solo
- Cédric Culnaërt: asistente de ingeniería
- Tyler Van Dalen: asistente de ingeniería
- Kevin «KD» Davis: mezcla
- Ester Dean: composición
- Steven Dennis: asistente de ingeniería
- Dylan Dresdow: mezcla
- Mikkel S. Eriksen: composición, ingeniería, producción vocal y músico
- James Fauntleroy II: composición
- James Fauntleroy: voz de fondo
- Glenn Fischbach: violonchelo
- Paul Foley: ingeniería
- Rick Friedrich: asistente de ingeniería
- Future Cut: teclado
- Mariel Haenn: estilista
- Alex Haldi: diseño
- Kevin Hanson: asistente
- Chuck Harmony: producción
- Keith Harris: cuerdas
- Ben Harrison: guitarra y producción adicional
- Karl Heilbron: ingeniería vocal
- Simon Henwood: dirección artística, diseño, fotografía y estilista
- Tor Erik Hermansen: composición y músico
- Jean-Marie Horvat: mezcla
- Ghazi Hourani: asistente de mezcla
- Jaycen Joshua: mezcla
- Jay Jenkins: composición
- Mike Johnson: ingeniería
- JP Robinson: dirección de arte, diseño y fotografía
- William Kennard: composición
- B. Kennedy: composición
- Brian Kennedy: teclados, programación y producción
- Padraic Kerin: ingeniería
- Olga Konopelsky: violín
- Emma Kummrow: violín
- Giancarlo Lino: asistente de mezcla
- Pater Martinez: asistente
- Luigi Mazzocchi: violín y solista
- M. McHenry: composición
- Monte Neuble: teclados
- Terius Nash: composición y producción
- Luis Navarro: asistente de ingeniería
- Shaffer Smith: composición y producción
- Jared Newcomb : asistente de mezcla
- Peter Nocella: viola
- Chris «Tek» O'Ryan: ingeniería
- Anthony Palazzole: asistente de mezcla
- Paper-Boy: producción adicional
- Ciarra Pardo: dirección artística y diseño
- Charles Parker: violín
- Ross «Dights» Parkin: asistente de ingeniería
- Daniel Parry: asistente
- Kevin Porter – asistente
- Antonio Reid: producción ejecutiva
- Antonio Resendiz: asistente
- Makeba Riddick: composición, voz de fondo y producción vocal
- Rihanna: voz, producción ejecutiva, dirección artística y diseño
- Montez Roberts: asistente de ingeniería
- Evan Rogers: producción ejecutiva
- Sébastien Salis: asistente de ingeniería
- Jason Sherwood: asistente de ingeniería
- Tyran «Ty Ty» Smith: A&R
- Caleb Speir: bajo
- Stargate: producción
- Status: producción
- Xavier Stephenson: asistente
- Christopher «Tricky» Stewart: producción y composición
- Tim Stewart: guitarra
- Bernt Rune: guitarra
- Carl Styrken: producción ejecutiva
- Rob Swire: composición y músico
- Igor Szwec: violín
- R. Tadross: composición
- Sean Tallman: ingeniería
- Marcos Taylor: ingeniería
- Gregory Teperman – violín
- Brian «B-Luv» Thomas: ingeniería
- Pat Thrall: ingeniería
- Justin Timberlake: composición
- Marcos Tovar: ingeniería
- Neil Tucker: asistente e ingeniería de guitarra
- Ellen Von Unwerth: fotografía
- Alain Whyte: guitarra acústica
- Andrew Wuepper: ingeniería
- Ys: producción

Fuentes: Allmusic, Discogs y notas del álbum.